# Кара-Шоро (футбольный клуб)
«Кара-Шоро» — ныне не существующий киргизский футбольный клуб из города Узгена. В 2002—2003 и 2006 годах выступал в Высшей лиге Кыргызстана. Название «Кара-Шоро» дано в честь курортной местности с минеральными водами под Узгеном.

## Названия
- 2001-2005, 2008-н.в. — «Кара-Шоро».
- 2004 (в Кубке), 2007 — ФК «Узген».
- 2006 — «Достук».

## История
Клуб был основан в 2001 году и сразу дебютировал в Южной зоне Первой лиги Кыргызстана, войдя в тройку призёров.
В 2002 году «Кара-Шоро» дебютировал уже в Высшей лиге, заняв последнее, 10-е место с 6-ю очками в 18 матчах. В том же  году показал свой лучший результат в Кубке Кыргызстана, выйдя в 1/4 финала, где уступил ошскому «Динамо»-УВД (1:4, 2:4).
В следующем сезоне клуб остался в Высшей лиге из-за расширения количества участников, однако вновь занял последнее, 7-е место в турнире южной зоны.
Затем, проведя 2 сезона в Первой лиге, он в 2006 году вернулся в Высшую лигу под названием «Достук», но опять стал последним, 6-м в Южной зоне.
В 2008 году клуб вернул название «Кара-Шоро» и продолжил участвовать в турнире Первой лиги. В 2012 году команда заняла 2-е место в зоне «Ош», однако следующий сезон пропустила.
В 2014 году клуб выступал в зоне «Юг» Первой лиги и стал её победителем, не проиграв ни одного матча в регулярном сезоне. Но во встречах с победителем Северной зоны «Кара-Балтой» дважды крупно уступил (1:5 и 4:7).
После 2014 года команда продолжает существование, однако в соревнованиях Высшей и Первой лиг участия больше не принимала (по состоянию на 2018 год) .